# Valentina Carretta
Valentina Carretta (Varese, 16 settembre 1989) è un'ex ciclista su strada italiana professionista dal 2008 al 2014.

## Carriera
Dopo aver conquistato otto campionati provinciali e due campionati regionali nelle categorie giovanili, passa tra le Elite nel 2008 con la Top Girls Fassa Bortolo-Raxy Line di Lucio Rigato. Dopo quattro anni, nel 2012, si trasferisce tra le file della MCipollini-Giambenini.
Da Elite non ottiene vittorie, venendo convocata per due volte in Nazionale per partecipare ai campionati del mondo: nel 2009 a Mendrisio è stata riserva, mentre nel 2010 a Geelong ha corso la gara in linea, concludendola al 67º posto.

## Palmarès
- 2013

6ª tappa Energiewacht Tour

## Piazzamenti

### Grandi Giri
- Giro d'Italia

2009: 23ª
2010: 25ª
2011: 26ª
2012: 24ª
2013: 30ª

### Competizioni mondiali
- Campionati del mondo

Melbourne 2010 - In linea Elite: 68ª
Toscana 2013 - Cronosquadre: 5ª